# Élections législatives de 1898 en Saône-et-Loire
Les élections législatives de 1898 ont eu lieu les 8 et 22 mai.

## Résultats à l'échelle du département
| Partis         | Partis                                   | Premier tour | Premier tour | Sièges |
| Partis         | Partis                                   | Voix         | %            | Sièges |
| -------------- | ---------------------------------------- | ------------ | ------------ | ------ |
|                | Radicaux                                 | 73 089       | 58,24        | 6      |
|                | Républicains progressistes               | 31 468       | 25,08        | 1      |
|                | Ralliés                                  | 11 947       | 9,52         | 1      |
|                | Radicaux socialistes                     | 6 917        | 5,51         | 1      |
|                | Parti ouvrier socialiste révolutionnaire | 2 065        | 1,65         | 0      |
|                |                                          |              |              |        |
| Inscrits       | Inscrits                                 | 184 311      | 100,00       | 9      |
| Votants        | Votants                                  | 131 242      | 71,21        |        |
| Abstentions    | Abstentions                              | 53 069       | 28,79        |        |
| Blancs et nuls | Blancs et nuls                           | 5 756        | 4,39         |        |
| Exprimés       | Exprimés                                 | 125 486      | 95,61        |        |

## Résultats par arrondissement

### Arrondissement d'Autun

#### 1recirconscription
| Candidat       | Candidat        | Parti                    | Premier tour | Premier tour |
| Candidat       | Candidat        | Parti                    | Voix         | %            |
| -------------- | --------------- | ------------------------ | ------------ | ------------ |
|                | Germain Périer  | Républicain progressiste | 6 964        | 52,25        |
|                | Gabriel Magnien | Radical                  | 6 365        | 47,75        |
|                |                 |                          |              |              |
| Inscrits       | Inscrits        | Inscrits                 | 17 146       | 100,00       |
| Votants        | Votants         | Votants                  | 13 519       | 78,85        |
| Abstention     | Abstention      | Abstention               | 3 627        | 21,15        |
| Blancs et nuls | Blancs et nuls  | Blancs et nuls           | 190          | 1,41         |
| Exprimés       | Exprimés        | Exprimés                 | 13 329       | 98,59        |

#### 2ecirconscription
| Candidat       | Candidat            | Parti                    | Premier tour | Premier tour |
| Candidat       | Candidat            | Parti                    | Voix         | %            |
| -------------- | ------------------- | ------------------------ | ------------ | ------------ |
|                | Eugène II Schneider | Rallié                   | 11 947       | 69,80        |
|                | Lacomme             | Républicain progressiste | 3 105        | 18,14        |
|                | Lavaud              | POSR                     | 2 065        | 12,06        |
|                |                     |                          |              |              |
| Inscrits       | Inscrits            | Inscrits                 | 21 281       | 100,00       |
| Votants        | Votants             | Votants                  | 17 250       | 81,06        |
| Abstention     | Abstention          | Abstention               | 4 031        | 18,94        |
| Blancs et nuls | Blancs et nuls      | Blancs et nuls           | 133          | 0,77         |
| Exprimés       | Exprimés            | Exprimés                 | 17 117       | 99,23        |

### Arrondissement de Chalon-sur-Saône

#### 1recirconscription
| Candidat       | Candidat        | Parti          | Premier tour | Premier tour |
| Candidat       | Candidat        | Parti          | Voix         | %            |
| -------------- | --------------- | -------------- | ------------ | ------------ |
|                | Charles Boysset | Radical        | 13 429       | 100,00       |
|                |                 |                |              |              |
| Inscrits       | Inscrits        | Inscrits       | 26 899       | 100,00       |
| Votants        | Votants         | Votants        | 14 799       | 55,02        |
| Abstention     | Abstention      | Abstention     | 12 100       | 44,98        |
| Blancs et nuls | Blancs et nuls  | Blancs et nuls | 1 370        | 9,26         |
| Exprimés       | Exprimés        | Exprimés       | 13 429       | 90,74        |

#### 2ecirconscription
| Candidat       | Candidat       | Parti                    | Premier tour | Premier tour |
| Candidat       | Candidat       | Parti                    | Voix         | %            |
| -------------- | -------------- | ------------------------ | ------------ | ------------ |
|                | Léon Gillot    | Radical                  | 9 649        | 59,98        |
|                | Henri Pensa    | Républicain progressiste | 6 437        | 40,02        |
|                |                |                          |              |              |
| Inscrits       | Inscrits       | Inscrits                 | 20 608       | 100,00       |
| Votants        | Votants        | Votants                  | 16 204       | 78,63        |
| Abstention     | Abstention     | Abstention               | 4 404        | 21,37        |
| Blancs et nuls | Blancs et nuls | Blancs et nuls           | 118          | 0,73         |
| Exprimés       | Exprimés       | Exprimés                 | 16 086       | 99,27        |

### Arrondissement de Charolles

#### 1recirconscription
| Candidat       | Candidat        | Parti                    | Premier tour | Premier tour |
| Candidat       | Candidat        | Parti                    | Voix         | %            |
| -------------- | --------------- | ------------------------ | ------------ | ------------ |
|                | Emmanuel Chavet | Radical                  | 8 050        | 51,90        |
|                | Bouissoud       | Républicain progressiste | 7 061        | 45,52        |
|                |                 |                          |              |              |
| Inscrits       | Inscrits        | Inscrits                 | 20 563       | 100,00       |
| Votants        | Votants         | Votants                  | 15 574       | 75,74        |
| Abstention     | Abstention      | Abstention               | 4 989        | 24,26        |
| Blancs et nuls | Blancs et nuls  | Blancs et nuls           | 463          | 2,97         |
| Exprimés       | Exprimés        | Exprimés                 | 15 111       | 97,03        |

#### 2ecirconscription
| Candidat       | Candidat          | Parti          | Premier tour | Premier tour |
| Candidat       | Candidat          | Parti          | Voix         | %            |
| -------------- | ----------------- | -------------- | ------------ | ------------ |
|                | Ferdinand Sarrien | Radical        | 12 377       | 100,00       |
|                |                   |                |              |              |
| Inscrits       | Inscrits          | Inscrits       | 19 889       | 100,00       |
| Votants        | Votants           | Votants        | 13 356       | 67,15        |
| Abstention     | Abstention        | Abstention     | 6 533        | 32,85        |
| Blancs et nuls | Blancs et nuls    | Blancs et nuls | 979          | 7,33         |
| Exprimés       | Exprimés          | Exprimés       | 12 377       | 92,67        |

### Arrondissement de Louhans
| Candidat       | Candidat       | Parti          | Premier tour | Premier tour |
| Candidat       | Candidat       | Parti          | Voix         | %            |
| -------------- | -------------- | -------------- | ------------ | ------------ |
|                | Louis Mathey   | Radical        | 12 204       | 100,00       |
|                |                |                |              |              |
| Inscrits       | Inscrits       | Inscrits       | 25 225       | 100,00       |
| Votants        | Votants        | Votants        | 14 481       | 57,41        |
| Abstention     | Abstention     | Abstention     | 10 744       | 42,59        |
| Blancs et nuls | Blancs et nuls | Blancs et nuls | 2 277        | 15,72        |
| Exprimés       | Exprimés       | Exprimés       | 12 204       | 84,28        |

### Arrondissement de Mâcon

#### 1recirconscription
| Candidat       | Candidat       | Parti                    | Premier tour | Premier tour |
| Candidat       | Candidat       | Parti                    | Voix         | %            |
| -------------- | -------------- | ------------------------ | ------------ | ------------ |
|                | Fernand Dubief | Radical                  | 8 871        | 63,29        |
|                | Duréault       | Républicain progressiste | 5 145        | 36,71        |
|                |                |                          |              |              |
| Inscrits       | Inscrits       | Inscrits                 | 17 207       | 100,00       |
| Votants        | Votants        | Votants                  | 14 125       | 82,09        |
| Abstention     | Abstention     | Abstention               | 3 082        | 17,91        |
| Blancs et nuls | Blancs et nuls | Blancs et nuls           | 109          | 0,77         |
| Exprimés       | Exprimés       | Exprimés                 | 14 016       | 99,23        |

#### 2ecirconscription
| Candidat       | Candidat       | Parti                    | Premier tour | Premier tour |
| Candidat       | Candidat       | Parti                    | Voix         | %            |
| -------------- | -------------- | ------------------------ | ------------ | ------------ |
|                | Julien Simyan  | Radical socialiste       | 6 917        | 58,53        |
|                | Maire          | Républicain progressiste | 2 756        | 23,32        |
|                | Prémillieu     | Radical                  | 2 144        | 18,14        |
|                |                |                          |              |              |
| Inscrits       | Inscrits       | Inscrits                 | 15 493       | 100,00       |
| Votants        | Votants        | Votants                  | 11 934       | 77,03        |
| Abstention     | Abstention     | Abstention               | 3 559        | 22,97        |
| Blancs et nuls | Blancs et nuls | Blancs et nuls           | 117          | 0,98         |
| Exprimés       | Exprimés       | Exprimés                 | 11 817       | 99,02        |